# Oxyurichthys uronema
Oxyurichthys uronema är en fiskart som först beskrevs av Weber, 1909.  Oxyurichthys uronema ingår i släktet Oxyurichthys och familjen smörbultsfiskar. Inga underarter finns listade i Catalogue of Life.